# 四里村街道
四里村街道是中国山东省济南市市中区的一个街道。
四里村街道得名于辖区内的四里村。